# Shaina NC
Шайна Нана Чудасама (Shaina Nana Chudasama, нар. 1 грудня 1972), більш відома як Shaina NC — індійська модельєрка, політична діячка й соціальна активістка, захисниця прав індійських жінок на освіту, гідне життя та квоти у владі.
Шайна відома в індійській індустрії моди як «Королева драпірування» за вміння замотувати сарі 54-ма способами. Рекордсменка Книги рекордів Гіннеса за найшвидше замотування сарі. Увійшла в політику в 2004 році і приєдналася до партії «Бхаратія Джаната парті» (БДП), де наразі обіймає посади національної речниці, члена національної виконавчої ради БДП і скарбниці у осередку БДП в штаті Махараштра. Шайна також бере участь у соціальній роботі, організовуючи благодійні покази мод та через дві неурядові організації, I Love Mumbai та Giants International. Як політична діячка часто на теледебатах виступає молодим, ввічливим і дружнім до жінок обличчям БДП.

## Життєпис
Народилася у сім'ї екс-шерифа Мумбаї Нана Чудасама і модельєрки Муніри Чудасама в Малабар-Гілл, Мумбаї, 1 грудня 1972 року. У неї є брат, Акшай Нана Чудасама, і сестра, Бринда. Отримала середню освіту в Школі Діви Марії, яку закінчила в 1989 році, здобула ступінь бакалавра мистецтв в галузі політичних наук у коледжі святого Ксав'єра в 1993 році. Поки вчилася, вона хотіла бути юристкою, але захопилася дизайном одягу. Далі навчалася в Fashion Institute of Technology, Нью-Йорк.
Виховувалася у космополітичній, багатоконфесійній родині: батько — індійський раджпут Саураштри, а мати з мусумальнської общини давуді бохра, сестра одружена з мусульманином, а сама вона у шлюбі з марварійським джайністом. Родина святкує всі релігійні свята, такі як Дівалі, Розговіння і Різдво.
Шайна одружена з Маніш Мунот і живе в Мумбаї, має двох дітей: Шаная і Аян. За професією Шайна часто бачиться з Боллівудськими акторами. Серед її друзів такі актори як Салман Кхан і Шахрух Хан.

## Кар'єра
Шайна одночасно розвиває кар'єру в сфері моди і політики. Вона говорить, що дизайн одягу — це її професія, а політика — її пристрасть.

### Модельєрка

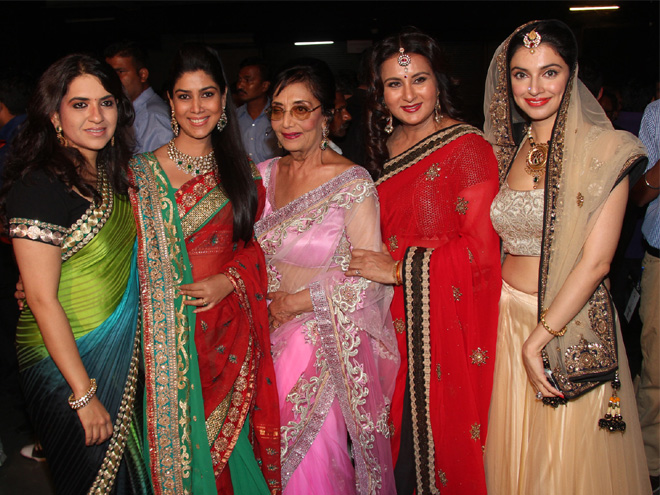
Shaina NC, Сакші Танвар, Садхана, Пунам Дхіллон і Дівья Хосла Кумар на показі мод Шайни у травні 2014 року

Мати Шайни, Муніра, працює в індустрії моди вже кілька десятиліть. Шайна долучилася до розробки дизайну одягу у 18 років, допомагаючи матері під час хвороби; її колекція мала успіх. Шайна керує магазином Golden Thimble Boutique, відкритим матір'ю, у престижному районі Кала Гхода. Це один з найстаріших бутиків у Мумбаї. Вона більше любить створювати одяг для людей, ніж для Боллівудських фільмів. Серед її клієнтів такі знаменитості, як Айшварія Рай, Джухі Чавла, Махіма Чаудхрі. Вона спеціалізується на традиційних сарі, зокрема різновидах чандері та пайтані, з шифону, шовку і бавовни. Їй належить рекорд в Книзі рекордів Гіннесса за найшвидше драпірування сарі. Вона використовує п'ятдесят чотири різні способи драпірування сарі. Індійські жінки традиційно носять сарі поверх нижньої спідниці, але в одному зі своїх стилів Шайна носить сарі поверх штанів. Вона каже, що немає ніяких встановлених правил про те, як носити сарі. Жінки можуть носити сарі поверх джинсів, чудідару або вузької спідниці в поєднанні з чолі. Одним з інших способів є — носити два сарі одночасно.
Для молодих, сучасних індійських жінок, для яких п'ятиметрове сарі може бути надто громіздким, Шайна розробляє сарі, готові до носіння в місті. Вона не використовує кристали Сваровскі, але додає вишивку, паєтки і кундани. Її сім'я віддавна наймає майстрів, які працюють над оздобленням сарі.

### Політична діячка
Шайна вивчала політологію в коледжі і говорить, що цікавилась політикою з дитинства. 14 вересня 2004 року вступила до «Бхаратія Джаната парті» і стала президентом новоствореного відділу охорони здоров'я та культури у БДП. Її батько був відомим критиком БДП та її лідера Нарендри Моді за те, як він повівся щодо заворушень у Гуджараті 2002 року. На запитання The Economic Times, чому вона вибрала БДП, Шайна відповіла: «А чому не БДП? Це найбільш прогресивна партія, а також світська: вона приймає мене, дочку мусульманки й індуїста і дружину джайніста». Шайна брала участь у виборах 2004 року до ради штату Махараштра від виборчого округу Малабар-Гілл, на яких її суперником був Саба Сіддік з Індійського національного конгресу, але програла. Вона була призначена БДП представницею міста Мумбаї в лютому 2007 року. У 2008 стала речницею БДП від штату Махараштра. У березні 2010 року стала членом Національної виконавчої ради БДП. У квітні 2013 року стала національною речницею БДП і включена до складу групи представників для участі у телевізійних дебатах від імені партії. У травні 2013 року Шайна призначена скарбницею БДП в осередку Махараштра. У лютому 2014 року вона претендувала на депутатське крісло у Радж'я Сабха, але, враховуючи майбутні загальні вибори і голоси далітів, керівництво НДА обрало Рамдаса Атавале від Республіканської партії Індії. У червні 2015 року вона повторно призначена скарбницею БДП Махараштра на другий термін.

#### Як жінка в політиці

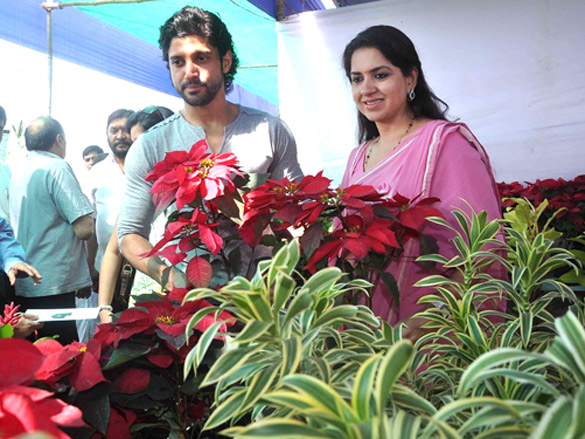
Фархан Ахтар і Шайна NC на посадці дерев, організованій I Love Mumbai у січні 2012 року

Шайна є завзятою прихильницею Законопроєкту жіночої квоти, за яким пропонується резервувати за жінками 33 % місць у нижній палаті парламенту Індії і законодавчих зборах штатів. У той час як жінки, включаючи Соню Ганді і Пратібху Патіл, займали важливі пости в політиці, Шайна каже, що цього не достатньо і це виглядає чисто символічним.[джерело?] Шайна виступає за освіту для всіх жінок і право на гідне життя в суспільстві як основні права. Жінки стикаються з утисками за статтю в Індії; на думку Шайни, якщо закони реалізовуватимуться по духу, а винуватців каратимуть швидко, то кількість злочинів проти жінок в Індії зменшиться.
У деяких шарах суспільства побутує думка про БДП як консерваторів стосовно прав жінок і прав меншин, але Шайна вважає, що БДП є прогресивною партією, і не вагається суперечити однопартійцям, які відхиляються від прогресивного підходу. У лютому 2010 року союзник БДП Шив сена погрожували заборонити випуск фільму Шахруха Хана Мене звуть Хан. У той час, коли керівництво БДП не наважувалося зайняти тверду позицію з цього питання, вона організувала прем'єру фільму в Нью-Делі на підтримку свого друга Шах Рух Хана, а також показати керівництву БДП, що не буде відходити від прогресивних принципів партії. У квітні 2013 року, щоб показати молоде, ввічливе і дружнє до жінок обличчя БДП, президент партії Раджнат Сінгх включив Шайну до групи семи жінок-речниць партії для участі в телевізійних дебатах. 

### Соціальна активістка

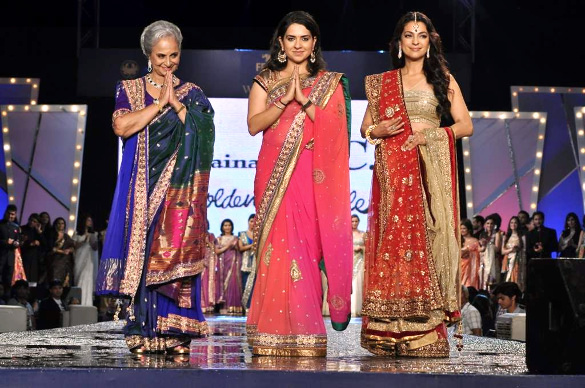
Вахіда Рехман, Шайна NC і Джухі Чавла на благодійному показі мод, що збирав кошти для хворих на рак

Починаючи з 2002 року, Шайна й «Асоціація допомоги хворим на рак» (CPAA) влаштовують щорічний показ мод з метою збору коштів на лікування хворих на рак та для просвітницьких програм. У цих шоу брали участь багато Боллівудських знаменитостей, від відомих акторок, як Вахіда Рехман, до молодих акторів, як Ранбір Капур. Частина коштів, виручених від продажу одягу, розробленого Шайною, йде на потреби CPAA. Вона також організувала багато благодійних шоу зі збору коштів для соціального забезпечення неповносправних дітей. Вона є повіреною організації I Love Mumbai, заснованої її батьком у 1989 році. Місією організації є 'Чистий Мумбаї, зелений Мумбаї", ведеться робота щодо благоустрою та чистоти міста Мумбаї. Організація щороку розповсюджує 50 тисяч саджанців для висаджування в місті. У грудні 2008 I Love Mumbai надала фінансову допомогу Суніті Ядав та її дочці Шітал, які постраждали від ручної гранати під час теракту у Мумбаї. У лютому 2009 року організація зібрала 7 млн  і передала гроші героям і постраждалим від теракту. У листопаді 2010 року I Love Mumbai приєдналася до муніципальної корпорації Brihanmumbai в проекті з очищення 3-кілометрової ділянки берегової лінії Аравійського моря між районами Куффе Парад і Хаджі Алі в Мумбаї.
Шайна є виконавчою правлінкою громадської організації Giants International, яка відзначає особистостей з різних сфер життя за видатний внесок і служіння суспільству. Організація також організовує програми охорони здоров'я, планування сім'ї та боротьби зі СНІДом. Шайна отримала нагороди за внесок у суспільство від багатьох організацій, зокрема, Всесвітньої організації молодих лідерів та підприємців, Індо-Американського товариства, Lions Clubs International, Rotary International. Станом на червень 2014, Шайна підтримує справу жителів Кампа-Кола, яким загрожує виселення і знесення їхніх незаконних квартир.